# Pauls Valley
Pauls Valley – miasto w Stanach Zjednoczonych, w stanie Oklahoma, siedziba administracyjna hrabstwa Garvin.